# Liste des planètes mineures non numérotées découvertes en 1997
Pour un article plus général, voir Liste des planètes mineures.
Cet article dresse la liste des planètes mineures (astéroïdes, centaures, objets transneptuniens et assimilés) non numérotées découvertes en 1997 dans l'ordre de leur découverte.
Au 15 janvier 2025, 661 077 des 1 434 993 planètes mineures répertoriées par le Centre des planètes mineures ne sont pas encore numérotées, soit 46,07 %.

## Rappel concernant la désignation provisoire
La désignation provisoire indique l'ordre de découverte de ces objets. En effet, cette désignation est composée de l'année de découverte (par exemple 1997) suivie de la quinzaine (demi-mois) de découverte (p.e. A = 1-15 janvier) puis de l'ordre de découverte dans cette quinzaine. Cet ordre est indiqué par une lettre et éventuellement un chiffre comme suit : A pour la première découverte, B pour la deuxième, ..., Z pour la 25e (le I n'est pas utilisé pour éviter la confusion avec 1), A1 pour la 26e, B1 pour la 27e, etc. , Z1 pour la 50e, A2 pour la 51e, B2 pour la 52e, etc. L'ordre de la numérotation ne suit donc pas l'ordre alphanumérique. 1997 AA1 suit ainsi 1997 AZ et précède 1997 AB1.

## Liste

### Du1erau 15 janvier 1997
- 1997 AC11
- 1997 AB15
- 1997 AD23
- 1997 AT24
- 1997 AU24

### Du1erau 15 février 1997
- 1997 CD17
- 1997 CT24
- 1997 CW29

### Du1erau 15 mars 1997
- 1997 EF10
- 1997 ER12
- 1997 EL15
- 1997 ED21
- 1997 EV22
- 1997 EN23

### Du1erau 15 avril 1997
- 1997 GB2
- 1997 GF3
- 1997 GK3
- 1997 GQ25
- 1997 GX27
- 1997 GK28
- 1997 GD32
- 1997 GA45

### Du 16 au 30 avril 1997
- 1997 HP3
- 1997 HB4

### Du1erau 15 mai 1997
- 1997 JW2
- 1997 JR3
- 1997 JS3
- 1997 JZ9
- 1997 JO10

### Du 16 au 31 mai 1997
- 1997 KP

### Du 16 au 30 juin 1997
- 1997 MS
- 1997 MD10

### Du1erau 15 juillet 1997
- 1997 NM2
- 1997 NN4
- 1997 NR5
- 1997 NP9
- 1997 NP10
- 1997 NE12

### Du 16 au 31 juillet 1997
- 1997 OH
- 1997 OP1

### Du1erau 15 août 1997
- 1997 PN
- 1997 PS1

### Du 16 au 31 août 1997
- 1997 QK1
- 1997 QH4

### Du1erau 15 septembre 1997
- 1997 RT
- 1997 RY6
- 1997 RN7
- 1997 RX9
- 1997 RC12
- 1997 RL13

### Du 16 au 30 septembre 1997
- 1997 SU3
- 1997 ST7
- 1997 SY8
- 1997 SY11
- 1997 SB12
- 1997 SW14
- 1997 SX16
- 1997 SB17
- 1997 SE17
- 1997 SS19
- 1997 SK20
- 1997 SD23
- 1997 SC26
- 1997 SF26
- 1997 SO27
- 1997 SB28
- 1997 SN29
- 1997 SV32

### Du1erau 15 octobre 1997
- 1997 TN
- 1997 TQ
- 1997 TD3
- 1997 TL8
- 1997 TX8
- 1997 TU12
- 1997 TO15
- 1997 TZ16
- 1997 TQ20
- 1997 TT20
- 1997 TC25
- 1997 TT25
- 1997 TS30

### Du 16 au 31 octobre 1997
- 1997 UR
- 1997 UE7
- 1997 UT9
- 1997 UZ10
- 1997 UA11
- 1997 UR14
- 1997 UO15
- 1997 UR19
- 1997 UG25

### Du1erau 15 novembre 1997
- 1997 VG
- 1997 VN4
- 1997 VG6
- 1997 VU9

### Du 16 au 30 novembre 1997
- 1997 WZ13
- 1997 WE14
- 1997 WQ23
- 1997 WJ29

### Du1erau 15 décembre 1997
- 1997 XS2
- 1997 XE10

### Du 16 au 31 décembre 1997
- 1997 YM9
- 1997 YR10